# Dicopus
Dicopus (лат.) — род перепончатокрылых насекомых из семейства Mymaridae (Chalcidoidea).

## Распространение
Неарктика.

## Описание
Микроскопического размера хальцидоидные наездники: общая длина тела менее 1 мм. Основная окраска тела желтовато-коричневая. Усики 7-члениковые, состоят из скапуса, педицеля, жгутика и булавы. Крылья с сильно редуцированным жилкованием. Паразиты яиц насекомых.

## Систематика
Таксон включён в родовую группу Alaptus group из семейства мимарид (Mymaridae) вместе с родами Alaptus, Callodicopus, Dicopomorpha и Litus.
- Dicopus bidentiscapus Girault, 1931
- Dicopus enocki Doutt, 1974
- Dicopus cervus Morley, 1931
- Dicopus citri Mercet, 1912
- Dicopus halitus Girault, 1911
- Dicopus gunathilagaraji Manickavasagam and Sankararaman, 2019[3]
- Dicopus kamrani  Anwar and Zeya, 2018[4]
- Dicopus lilliput  Mathot, 1972
- Dicopus moscovit  Triapitsyn, 2015
- Dicopus longipes (Subba Rao, 1984) (Kubja longipes)
- Dicopus minutissimus Enock, 1909
- Dicopus noyesi  Manickavasagam, 2011
- Dicopus obesus  Anwar and Zeya, 2018[4]
- Dicopus psyche  Girault, 1912
- Dicopus pygmaeus  Doutt, 1974